# التعليم في مالي

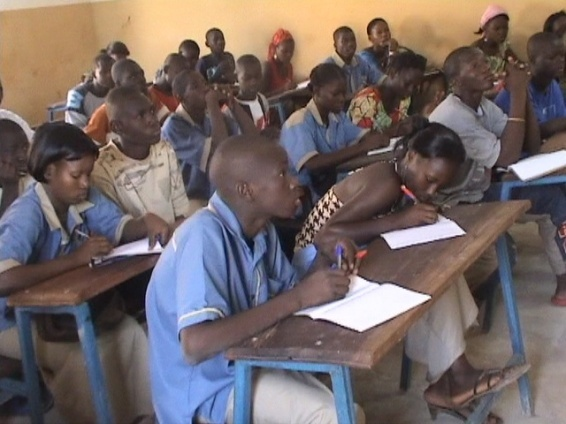
مدرسة في كاتي، مالي.

يعد التعليم في مالي حقًا أساسيًا للماليين. وفي معظم تاريخ مالي انقسم التعليم الابتدائي إلى دورتين مما سمح للطلاب الماليين بإجراء الامتحانات للقبول في التعليم الثانوي أو التعليم العالي. شهدت مالي مؤخرًا زيادات كبيرة في معدلات الالتحاق بالمدارس بسبب الإصلاحات التعليمية.
لمالي تاريخ طويل في التعليم، يعود إلى السنوات التي سبقت عام 1960، عندما كانت مالي تحت الاحتلال الفرنسي. وبعد حصولها على الاستقلال، بذلت الحكومة المالية العديد من الجهود لدمج المزيد من التعليم الأفريقي وثنائي اللغة في الفصول الدراسية. بالإضافة إلى ذلك، بعد التسعينيات، عندما تحولت الحكومة المالية من نظام الحزب الواحد إلى الديمقراطية، وضعت الحكومة سياسات تركز على محو الأمية وجودة التعليم.
إلى جانب المدارس الابتدائية الحكومية والخاصة، يوجد أنواع أخرى من المدارس في مالي مصل المؤسسات المهنية والتقنية والمدارس الدينية والمدارس المجتمعية والمدارس لذوي الاحتياجات الخاصة. وحيث أن الإسلام هو الدين الرئيسي في مالي، فإن المدارس الدينية هي مؤسسات إسلامية يحضرها العديد من الماليين. بالإضافة إلى ذلك، أصبحت المدارس المجتمعية ذات شعبية متزايدة في هذا البلد لأنها عادة ما تكون أكثر سهولة، خاصة للطلاب الريفيين، وتسمح للطلاب بالتفاعل مع مجتمعاتهم. في السنوات الأخيرة، أطلقت العديد من المجتمعات مبادرات لدمج الطلاب الصم وذوي الاحتياجات الخاصة في الفصول الدراسية.
ولما كان ما يقرب من نصف الماليين الذين تتراوح أعمارهم بين 15 و24 عامًا هم من الأميين، فإن محو الأمية قضية تثير قلق الحكومة المالية. تركز البرامج الوطنية لمعالجة هذه المشكلة على إعطاء الطلاب المعرفة التي يحتاجون إليها للقراءة والكتابة أولاً. بعد ذلك، تحاول المجتمعات والدول الأجنبية دمج «محو الأمية» و«محو الأمية المتكاملة» في البرامج التعليمية للسماح للطلاب باستخدام مهاراتهم الجديدة لمساعدة الاقتصاد والمجتمع. أحد الأمثلة الشهيرة لمشروع محو الأمية الذي شاركت فيه مالي هو البرنامج التجريبي العالمي لمحو الأمية.
تسببت الاختلافات بين اللغة الفرنسية واللغة الوطنية في مالي واللغات المحلية في العديد من المشكلات في التعليم. كذلك فإن الموقع الجغرافي، والتمييز بين الجنسين، وجودة التعليم هي أيضًا قضايا يواجهها العديد من الماليين. تؤدي مشاكل الغذاء والتغذية والمرض والعجز وعدم الكفاءة التعليمية إلى مشاكل في التعليم في هذا البلد. ومع ذلك، كان هناك العديد من المبادرات المحلية والأجنبية لمواجهة بعض هذه القضايا. بالإضافة إلى ذلك، أدت السياسات الخارجية، مثل تلك الموجودة في الولايات المتحدة وفرنسا، والمبادرات المجتمعية، مثل حشد الرموز الوطنية، إلى تطوير التعليم المالي.

## التاريخ

### التعليم خلال الاحتلال الفرنسي
أثناء الاحتلال الفرنسي لغرب إفريقيا، شيدت البحرية الفرنسية بعض المدارس الأولى في مالي. في عام 1877، قدم الفرنسيون المدارس العامة الأولى إلى مالي والتي كانت تُعرف مجتمعة باسم مدارس الرهائن، وهو اسم مستوحى من التوترات بين رؤساء فرنسا والشعوب الأصلية. ومع ذلك، بحلول عام 1899، أُعيد تسمية هذه المدارس العامة إلى مدارس أبناء الرؤساء، أو Les Ecoles des Fils des Chefs، كجزء من جهد فرنسي أكبر للتعاون مع السكان الأصليين. ساهم جوزيف جالياني ولويس أرتشينارد في افتتاح بعض هذه المدارس الأولى خلال القرن التاسع عشر.
خلال الحكم الفرنسي لمالي، كان التعليم موجهًا بشكل أساسي نحو تدريس المعلومات حول فرنسا واللغة الفرنسية بدلاً من التقاليد المالية. يعتقد العديد من المؤرخين والمؤلفين، مثل تشارلز كتر، أن الماليين لم يتمتعوا بالعديد من الحقوق خلال هذه الحقبة وواجهوا أزمة هوية أثناء استيعابهم للثقافة الفرنسية. لتجنب هذه الأزمة، اعتمد الماليون على الحفاظ على التقاليد الشفهية. بالإضافة إلى ذلك، أرسل العديد من الماليين أطفالهم إلى المدارس التقليدية والإسلامية في محاولة لجعل أطفالهم يتعلمون المزيد عن التقاليد الثقافية لمالي. على سبيل المثال، في كايس، بعد افتتاح المدارس الفرنسية الأولى، قررت الجماعات العرقية إرسال أطفالها إلى المدارس الدينية، أو المدارس الإسلامية الخاصة التي تدرس باللغة العربية. اعتقدت هذه المجموعات العرقية، إلى جانب العديد من المجموعات الأخرى في مالي، أن إرسال الأطفال إلى هذه المدارس كان وسيلة لإصدار بيان سياسي وديني، واكتساب الجدارة، وخلق هوية مسلمة أفريقية. في عام 1906، أنشأ الفرنسيون نسختهم الخاصة من المدارس في دجيني وتمبكتو باللغة الفرنسية، مما سمح للطلاب بمتابعة فرص العمل داخل الإدارة الفرنسية.
أصدر الفرنسيون مرسومًا في 24 نوفمبر 1903 والذي طور التعليم العام في غرب إفريقيا الواقع تحت الاحتلال الفرنسي. كان هذا جزءًا من جهد أكبر لإنشاء المزيد من المدارس الابتدائية والإقليمية. على وجه التحديد، طور هذا المرسوم المزيد من المدارس على مستويات مختلفة تتراوح من المستوى المحلي إلى المستوى الثانوي والمهني. بالإضافة إلى ذلك، سمح للمعلمين باكتساب المزيد من الخبرة والتدريب. على الرغم من أن هذا المرسوم حقق اختراقات كبيرة في تطوير المدارس، إلا أن المؤرخين مثل Boniface Obichere استشهدوا به على أنه تمييزي ضد الماليين الأصليين.

### التعليم بعد الاستقلال

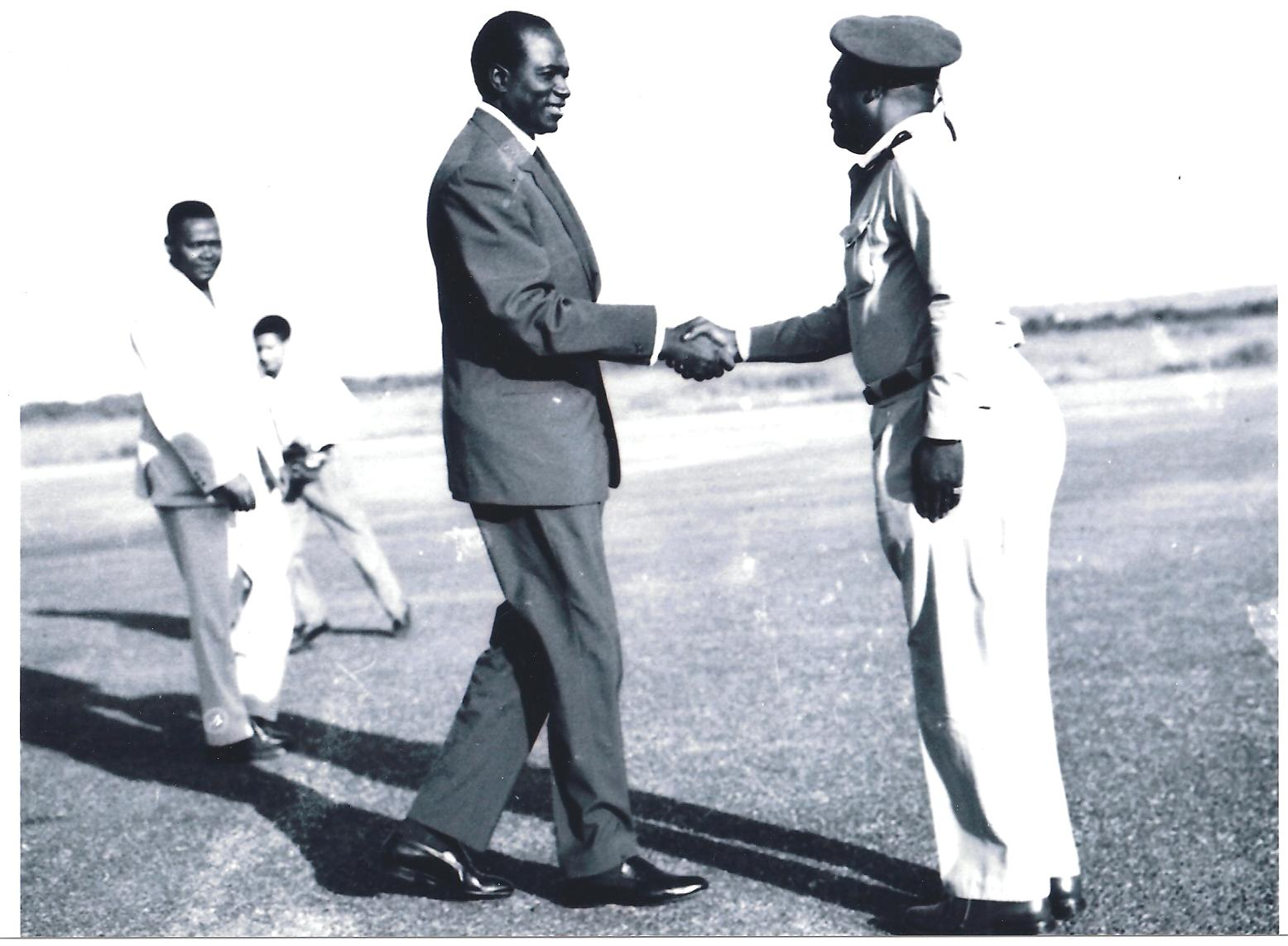
موديبو كيتا عام 1963

في عام 1960، حصلت مالي على استقلالها عن فرنسا. وبعد الاستقلال مباشرة، كان حوالي عُشر الماليين يعرفون القراءة والكتابة ويلتحقون بالمدرسة. خلال هذه الفترة الزمنية، كان العديد من السياسيين في غرب إفريقيا جزءًا من التجمع الديمقراطي الأفريقي، وهي مجموعة سياسية ركزت جزئيًا على تطوير فرص التعليم ومحو الأمية في مجتمعات غرب إفريقيا. في الواقع، استخدم موديبو كيتا، أول رئيس لمالي، هذه الأيديولوجية جنبًا إلى جنب مع فلسفته الاشتراكية لتطوير نظام تعليمي جديد في عام 1962. ركز هذا النظام على تزويد الماليين بالمهارات اللازمة للمساهمة في اقتصاد الدولة. بالإضافة إلى ذلك، قسمت الهيكل التربوي إلى وزارتين. على وجه التحديد، أشرفت وزارة التعليم الأساسي والشباب والرياضة على التعليم الابتدائي في حين جرى تكليف وزارة التعليم العالي والثانوي والبحث العلمي بتعليم أعلى من المستوى الابتدائي.
في عام 1980، عندما كانت مالي تحت حكم ديكتاتوري، انخفضت نسب معرفة القراءة والكتابة إلى مستويات منخفضة تصل إلى 13.6٪ للبالغين و25.6٪ للماليين الذين تتراوح أعمارهم بين 15 و24 عامًا ومع ذلك، أدت الحركة الديمقراطية في التسعينيات إلى جعل الحكومة التعليم أكثر سهولة من خلال خفض الرسوم التعليمية وزيادة خريجي المدارس. وبحلول عام 2000، زادت نسب معرفة القراءة والكتابة بنسبة 26.7٪ و38.7٪ على التوالي. بالإضافة إلى ذلك، بحلول عام 1999، اعترفت الحكومة رسميًا بالتعليم ثنائي اللغة لأن معظم العائلات تتحدث بواحدة من ست وخمسين لغة محلية. ومع ذلك، كما ورد في دراسة أجراها جيمي بليك عن العاصمة المالية باماكو، أدى تحرير التعليم إلى اكتظاظ الطلاب في المدارس العامة وتحول الاهتمام نحو المدارس الخاصة. على سبيل المثال، فإن بعض أقسام باماكو يزيد فيها عدد الطلاب بنسبة 40٪ عن الطلاب المسجلين في مدارس خاصة.

## الهيكل التعليمي

### دورات التعليم
في الثمانينيات، اتبع التعليم المالي نظامًا من دورتين. خلال الدورة الأولى، يبدأ الأطفال تعليمهم في المدارس الحكومية في سن السابعة أو الثامنة لمدة ست سنوات قبل إجراء اختبار CEP الذي يرمز إلى شهادة Fin d'Etudes du Premier Cycle باللغة الفرنسية. وجد العديد من الطلاب أن الدورة الأولى صعبة، خاصة وأن المدارس المالية كانت باللغة الفرنسية في المقام الأول، وهي لغة لا يتقنها معظم الماليين، خاصة أولئك الذين يعيشون في المناطق الريفية. وهكذا، اختار 1 من كل 6 طلاب في الدورة الأولى حضور المدارس. بعد ذلك، كان الطالب الذي أكمل بنجاح المرحلة الثانية من التعليم، والتي تستغرق ثلاث سنوات، مؤهلًا لإجراء امتحان يُعرف باسم دبلوم التعليم الأساسي المعروف أيضًا باسم Diplôme d'Etudes Fondamentales. بعد عام 2012، دمجت الحكومة هاتين الدورتين في دورة واحدة، لكن الاختبارات التي كان على الطلاب إجراؤها بقيت في مكانها. حاليًا، يذهب الأطفال الذين تتراوح أعمارهم بين 7 إلى 15 عامًا الذهاب إلى المدرسة، والتي تستمر من أكتوبر إلى يونيو من كل عام.

### التسلسل الهرمي للحكومة

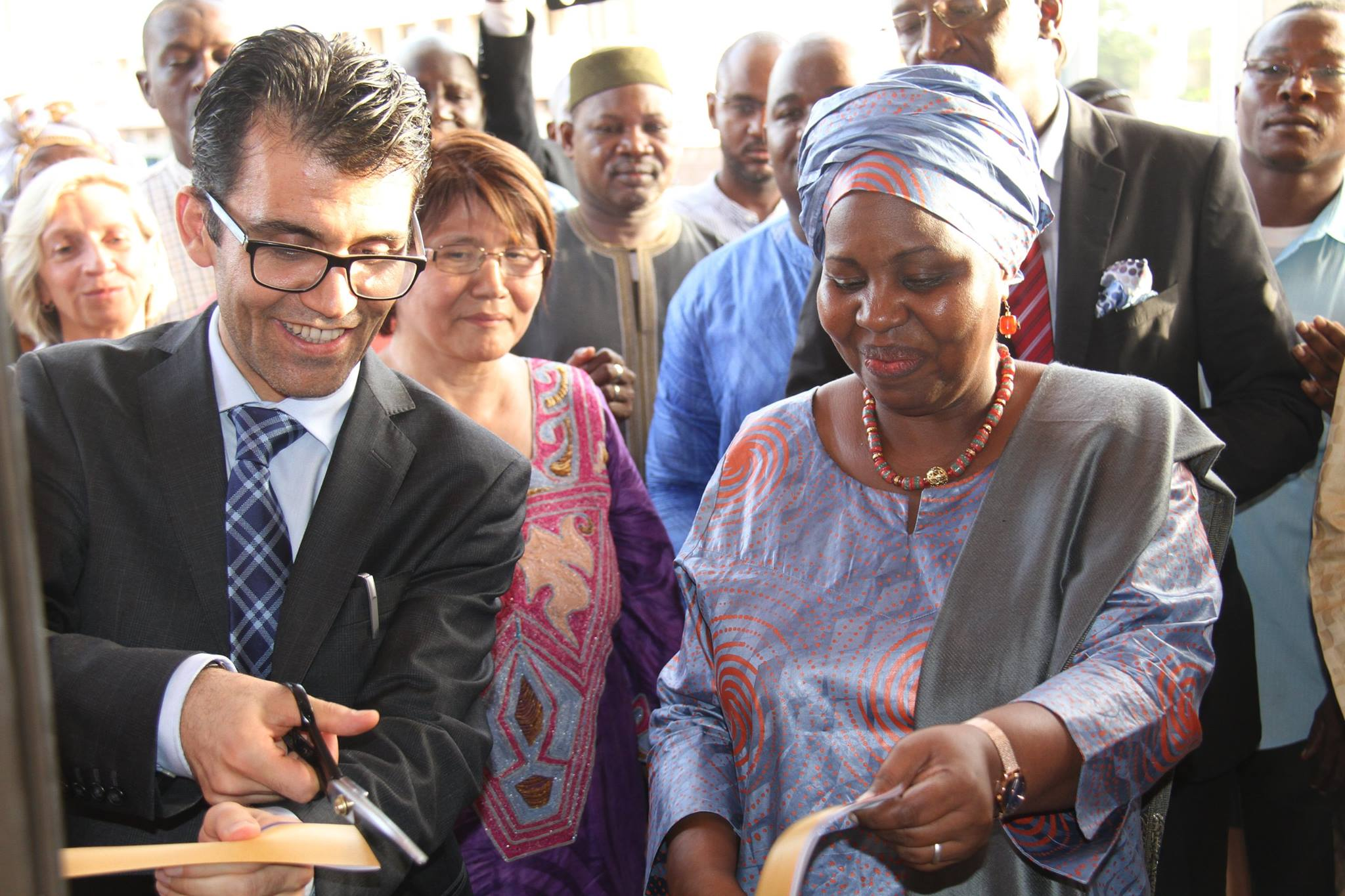
وزير التعليم العالي في مالي

نظام التعليم في مالي هو نظام هرمي في الحكم. الوزير القومي والمديرية الوطنية للتعليم العالي مسؤولان عن الجامعات الحكومية على المستوى الوطني. يرأس AE الذي يرمز إلى Académies d'Enseignement التعليم الإقليمي. بالإضافة إلى ذلك، فإن CAP أو مراكز الأنشطة التربوية هي المسؤولة عن التعليم المحلي.
التعليم العام موجه وممول من المستوى الوطني. يوجد في الوزارة وزيران، يرأس كل منهما ذراعًا مستقلاً للوزارة. وزارة التعليم الأساسي، de L'Alphabétisation et des Langues Nationales (وزارة التعليم الأساسي ومحو الأمية واللغات الوطنية) هي المسؤولة عن التعليم الابتدائي، وبرامج محو الأمية خارج المدارس، وتعزيز وتوحيد "اللغات الوطنية" "، مثل Bambara وTamcheq، بخلاف اللغة الرسمية، الفرنسية.
ووزارة التعليم الثانوي ، supérieur et de la Recherche science (وزارة التعليم الثانوي والعالي، والبحث العلمي) المسؤل عن المدارس الثانوية الحكومية والجامعات ومجموعة من المراكز المهنية والتقنية والبحثية. في عام 2008، كان وزير التعليم الأساسي ومحو الأمية واللغات الوطنية هو سيديبي أميناتا ديالو وكان وزير التعليم الثانوي والعالي والبحث العلمي أمادو توريه.

### المدارس الابتدائية

#### المدارس العامة
وزارة التعليم في مالي هي المسؤولة عن إدارة المدارس العامة في مالي. والتدريس في هذه المدارس العلمانية باللغة الفرنسية التي هي اللغة الوطنية في مالي. غالبًا ما يدفع العديد من الآباء رسومًا لأطفالهم لحضور مدارس تعتبر غير قانونية وفقًا للقانون المالي. تحدث إضرابات متكررة بسبب نقص المعلمين وكثرة الفصول.

#### المدارس الخاصة
الالتحاق بالمدارس الخاصة في مالي أكثر تكلفة بالمقارنة مع نظيراتها العامة. هذه الموارد الإضافية إلى جانب اللوائح الحكومية الميسرة تسمح لهذه المدارس بأن يكون عدد الطلاب في الفصول أصغر. كما أنها تمنح الطلاب فرص عمل بعد التخرج. والدراسة في هذه المدارس أيضًا باللغة الفرنسية مثل المدارس العامة، ولكن يمكن أن تكون تلك المدارس علمانية أو دينية. يوجد في مالي العديد من المدارس المسيحية الخاصة التي تديرها الكنيسة الكاثوليكية بشكل أساسي.

### التعليم الثانوي والجامعي والعالي
بعد التعليم الابتدائي، يمكن للطلاب اختيار الاستمرار في مسارهم الأكاديمي ودخول مدرسة ثانوية لمدة ثلاث سنوات تنتهي بامتحان يسمى البكالوريا. ووفقا لنتيجة هذا الاختبار يمكن للطلاب في الحصول على فرصة للتعليم في الجامعات. وهناك مسارًا آخر للتعليم، حيث يختار الطلاب دراسة برنامج مهني مدته سنتان أو أربع سنوات للحصول على شهادة تقنية. تنوعت أشكال التعليم هذه بشكل عام خلال السنوات القليلة الماضية، نظرًا لأن العديد من الطلاب الآن يعرفون القراءة والكتابة بالعديد من اللغات المختلفة مثل العربية والفرنسية واللاتينية واللغات المحلية.
كان لزيادة الإنفاق على التعليم الابتدائي، وخاصة للأطفال في المناطق الريفية والفتيات، أثر غير مقصود يتمثل في إرهاق نظام التعليم الثانوي. في نهاية تعليمهم الابتدائي، يمكن للطلاب إجراء امتحانات القبول لدخول المدارس الثانوية، والتي تسمى دبلومة d'étude fondamentale (دبلوم الدراسات الأساسية أو DEF). في عام 2008 اجتاز أكثر من 80 ألف طالب هذه الاختبارات، ومع ذلك حُرم حوالي 17000 - 40٪ منهم من الفتيات - من الالتحاق بالمدارس الثانوية. بينما تؤكد الحكومة أنه يجب وضع هؤلاء الطلاب في أماكن محدودة بناءً على دبلوماتهم، وأعمارهم، وتاريخهم الأكاديمي، يؤكد بعض الماليين أن التمييز بين الجنسين يلعب دورًا في حرمان الفتيات من أماكن الدراسة.
لا يدفع الطلاب في مالي أي رسوم دراسية، ولكن قد يتقاضى التعليم الثانوي والمهني الخاص 600 دولارًا سنويًا (في باماكو، 2008)، في دولة كان متوسط الراتب السنوي فيها 500 دولار في عام 2007 وفقًا للبنك الدولي.
تعود إحدى أقدم الجامعات في العالم وهي جامعة سانكور في تمبكتو إلى القرن الخامس عشر.

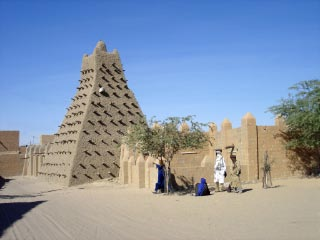
سانكور في تمبكتو، مالي

جامعة باماكو، المعروفة أيضًا باسم جامعة مالي، هي تجمع لمؤسسات أقدم للتعليم العالي في منطقة باماكو. يقع حرمها الرئيسي في حي بادالابوغو.
تضم الجامعة خمس كليات ومعهدين:
- كلية العلوم والتكنولوجيا (كلية العلوم والتقنيات أو FAST)،
- كلية الطب (كلية الطب، الصيدلة وآخرون-ستامولوجي أو FMPOS)،
- كلية العلوم الإنسانية والفنون والعلوم الاجتماعية (كلية الآداب واللغات والفنون والعلوم الإنسانية أو FLASH)،
- كلية القانون والخدمة العامة (كلية العلوم القانونية والسياسة FSJP)،
- كلية علوم الاقتصاد والإدارة («كلية العلوم الاقتصادية والإدارية» أو FSEG،
- معهد الإدارة ("Institut Universitaire de Management" أو IUG)،
- المعهد العالي للتدريب والبحث التطبيقي ("Institut Supérieur de Formation et de Recherche Appliquée" أو ISFRA).[26]

### التعليم الإسلامي
بدأ التعليم الإسلامي في مالي في وقت مبكر من القرن السادس عشر، حيث كان في تمبكتو 150 مدرسة قرآنية. يلتحق العديد من الماليين، وخاصة أولئك الذين يقيمون في باماكو وسيكاسو وكايس، بالمدارس الدينية، وهي مدارس إسلامية خاصة التدريس فيها باللغة العربية بشكل أساسي للتعليم الابتدائي. تقوم هذه المؤسسات أيضًا بتدريس اللغة الفرنسية، وفقًا لما يقتضيه القانون المالي، وتتلقى مساعدات دولية من مناطق مثل الولايات المتحدة وأوروبا. وبالمثل، يلتحق العديد من الماليين بمدارس قرآنية غير رسمية تعلم الطلاب كيفية قراءة اللغة العربية باستخدام اللغات المحلية. هذه المدارس لا تتلقى مساعدات حكومية. تساعد المدرسة أيضًا الطلاب على تعلم كيفية تلاوة القرآن، ولكنها توفر للطلاب أيضًا تعليمًا حول القضايا الغربية والتاريخ الإسلامي والأوروبي والفرنسي والرياضيات واللغة العربية.

### تعليم المجتمع
في التسعينيات، أنشأت الوكالة الأمريكية للتنمية الدولية USAID، برنامجًا مدرسيًا مجتمعيًا للتعليم الابتدائي في مالي. هذه المؤسسات ليست هادفة للربح ويشرف عليها قادة المجتمع في المقام الأول. والتدريس في مدارس المجتمع باللغات الفرنسية أو المحلية، وتقوم تلك المدارس بتزويد الطلاب بدورات فنية ومهنية ومحو الأمية. هذه المدارس مرنة بشكل عام وتلبي احتياجات المجتمع. عادة ما يدفع الآباء مقابل حضور أطفالهم لهذه المؤسسات من خلال موارد المجتمع. ومع ذلك، زادت مدارس المجتمع من معدل التعليم الابتدائي في الأماكن المعروفة بانخفاض معدلات الالتحاق بها، مثل سيكاسو.

### تعليم الصم
بسبب العدد الكبير من مجتمع الصم في مالي، أنشأت الحكومة المالية مبادرات لتوفير الفرص التعليمية للطلاب الصم. في عام 1993، أنشأ بالا كيتا EDA أو École pour les défients Auditifs في باماكو التي توفر التعليم الخاص للصم في مالي. في العقود الثلاثة الماضية، شهدت سيكاسو وكوتيالا وسيغو وDouentza زيادة في مدارس الصم بسبب شخصيات مثل Dramane Diabaté وDominique Pinsonneault.

### التعليم المهني والتقني
بعد المدرسة الابتدائية، يمكن للماليين اختياريًا الالتحاق بالمدارس المهنية والتقنية. تشمل بعض الأمثلة على المدارس المهنية والفنية المدرسة الوطنية للمهندسين، وليسيه تكنيك، وليسيه أجريكول دي كاتيبوغو، ومراكز التلمذة الصناعية الزراعية في M'Pessoba وSamanko، ومدرسة الأطباء البيطريين في باماكو.

## محو الأمية
تحدث مبادرات محو الأمية في مالي على ثلاث مراحل: تعلم القراءة والكتابة، وما بعد محو الأمية، ودمج محو الأمية في أنشطة الحياة. وفقًا لتقرير منظمة الأمم المتحدة للتربية والعلم والثقافة (يونسكو) عام 2018، فإن 35.47٪ من الماليين الذين تبلغ أعمارهم 15 عامًا أو أكثر قادرون على القراءة والكتابة. وعلى وجه التحديد، كانت معدلات معرفة القراءة والكتابة لعام 2018 للماليين الذين تتراوح أعمارهم من 15 - 24 عامًا و65 عامًا فما فوق 50.13٪ و19.08٪ على التوالي. بالنسبة لكل مجموعة من هذه المجموعات، كانت النسبة المئوية للسكان الذكور الذين يعرفون القراءة والكتابة أعلى من نسبة الإناث المتعلمات. على الرغم من أن الحكومة نفذت برامج محو الأمية فور حصول مالي على الاستقلال، إلا أن هذه المبادرات أصبحت أكثر بروزًا خلال الحركات الديمقراطية في التسعينيات. يوجد لبرامج محو الأمية حضور كبير في المجتمعات الريفية.

### ما بعد محو الأمية

إذاعة برنامج اليونسكو لمحو الأمية الوظيفية

يُعرَّف ما بعد محو الأمية بأنه عملية مساعدة المتعلمين الجدد على استخدام معارفهم ومهاراتهم الجديدة لتطوير المجتمع والبيئة. تدور جهود ما بعد محو الأمية في مالي حول فكرة محو الأمية الوظيفية التي تركز على تقديم تطبيقات عملية لمهارات محو الأمية الجديدة. تسمح محو الأمية الوظيفية للماليين باستخدام مهاراتهم من أجل التنمية المجتمعية والوطنية. كانت المؤسسات مثل المديرية الوطنية لمحو الأمية الوظيفية واللغويات التطبيقية من المؤيدين الرئيسيين لتوفير السبل الملائمة للمتعلمين الجدد في مالي لممارسة مهاراتهم الجديدة. على سبيل المثال، في إحدى الحملات المحددة للمتعلمين الجدد في التسعينيات، تضاعف عدد المتعلمين الجدد إلى 60282 خلال فترة أربع سنوات.
تقوم الإدارة الوطنية لمحو الأمية الوظيفية واللغويات التطبيقية، أو DNAFLA، بتوزيع الصحف، والكتيبات التعليمية، والمطويات، والبرامج الإذاعية التعليمية والأفلام. نوعت DNAFLA تعليمهم بعد بدء برنامج التعليم الإضافي للمتعلمين الجدد في عام 1977 والذي سمح للماليين المحليين بتطوير خطط عمل للتعليم بعد محو الأمية. من بين الأمثلة على التدريبات التي تقدمها DNAFLA الآن نجد التعليم في الزراعة والرعاية الصحية. بالإضافة إلى ذلك، تؤكد العديد من مؤسسات ما بعد محو الأمية على أهمية استخدام المتعلمين الجدد لمهاراتهم لإحداث تأثير على المجتمع.

### محو الأمية المتكاملة
ينطوي محو الأمية المتكامل على إقران جهود محو الأمية بالتنمية الاقتصادية. شاركت مالي في برنامج اليونسكو التجريبي العالمي لمحو الأمية من عام 1965 إلى عام 1975 والذي تضمن برامج محو الأمية المتكاملة. كان هذا جزءًا من جهد أكبر لدمج الإصلاح التعليمي في سياسة الحكومة. حولت هذه المبادرة الفصول الدراسية إلى مصدر للتعلم حول المجالات الاقتصادية المختلفة في مالي، كما سمحت للطلاب بمتابعة أهدافهم الريادية. وفقًا لدراسة حول محو الأمية المتكاملة في ريف مالي، أدت التطورات في محو الأمية المتكاملة لمتحدثي اللغة البمبرية إلى النمو الاقتصادي في مالي.

## المبادرات

### سياسات ما بعد الاستقلال

#### قانون إصلاح التعليم 1962
صدر هذا القانون مباشرة بعد حصول مالي على الاستقلال في محاولة لتحسين جودة التعليم المالي وتيسير الحصول على التعليم. كان هذا جزءًا من جهد أكبر لإنهاء أثر احتلال مالي بعد الاستقلال وتحويل المناهج التي تركز على اللغة الفرنسية نحو دمج المزيد من المعلومات حول إفريقيا. قدم هذا القانون برنامج محو الأمية الوظيفي الذي قدم التعليم للبالغين الذين لا يستطيعون القراءة أو الكتابة بلغاتهم المحلية. بالإضافة إلى ذلك، أنشأ هذا الإصلاح هيكلًا تعليميًا دوريًا وقسم التعليم المالي على وجه التحديد إلى مرحلة مدتها 5 سنوات تليها مرحلة مدتها 4 سنوات.

#### سياسات أخرى
واصلت الحكومة إجراء تغييرات على نظام التعليم في مالي في الستينيات. في عام 1964، أنشأت الحكومة المعهد التربوي الوطني المكون من مسؤولين ماليين وفرنسيين وأمريكيين ومنظمة اليونسكو، وكان هدفهم الرئيسي هو تحسين المناهج والكتب المدرسية في مالي. ومع ذلك، عانى هذا المعهد من عدم الكفاءة اللوجستية وغالبًا ما لم يحقق أهدافه الأصلية. بدأت الحكومة جهودًا لتوسيع عدد المدارس، بالإضافة إلى إصلاح المناهج. بحلول عام 1967، على الرغم من وجود 53 مدرسة خاصة، كانت المدارس الحكومية أكثر قدرة على التنافس مع التعليم الخاص. قرب نهاية هذا العقد، طورت الحكومة هيكل التعليم في مالي. في عام 1968، أصبحت وزارة التربية الوطنية مؤسسة مشتركة مع وزارة الشباب والرياضة. في عام 1969، جرى تعديل المرحل المدرسية مرة أخرى إلى مرحلة أولى لمدة 6 سنوات ومرحلة ثانية لمدة 3 سنوات. نفذت الحكومة دبلوم الدراسات الأساسية DEF في عام 1970، والذي كان اختبار على أساس الجدارة لتحديد الطلاب الذين تمكنوا من الانتقال إلى المدارس الثانوية والمهنية بعد التعليم الابتدائي.

### سياسات ما بعد الديمقراطية

#### سياسات عقد 1990
في عام 1992، أعلنت الحكومة المالية رسميًا الحصول على التعليم كحق دستوري. كانت هذه الآراء جزءًا من حركة ديمقراطية أكبر حدثت في مالي في التسعينيات. وبعد سبع سنوات، في 29 ديسمبر 1999، أقر البرلمان الوطني في مالي قانون التعليم الذي خلق المزيد من الفرص التعليمية للماليين. خلال هذا العقد، ركزت الحكومة على التعليم غير التقليدي للبالغين ومحو الأمية. وبذلت الحكومة المزيد من الجهود لتعيين المعلمين وتدريبهم من خلال منح المعلمين الأساسيين من سنتين إلى أربع سنوات من التدريب.

#### برنامج تطوير التعليم العشري
في عام 1998، أقرت الحكومة الخطة العشرية لتطوير التعليم كطريقة لجعل التعليم عالميًا وعالي الجودة وأكثر سهولة في الوصول إليه. كانت هذه الخطة تهدف إلى الحد من عدم المساواة بين الجنسين والجغرافيا في التعليم. وقد حقق هذا البرنامج تطورات كبيرة في تعميم التعليم ثنائي اللغة وتحسين جودة الكتب المدرسية. حققت الحكومة هدفها في معدل الالتحاق الإجمالي من خلال بلوغ معدل الالتحاق الإجمالي في المرحلة الابتدائية 80٪ في عام 2008.

#### السياسات في عقد 2000
شهد العقد الأول من القرن الحادي والعشرين المزيد من التحسينات في التعليم المالي، لا سيما من حيث المرونة. سمحت الحكومة للمدارس بإكمال الفصول الأساسية بفصول مجتمعية بالإضافة إلى الاستمرار في الترويج للتعليم ثنائي اللغة. كشفت دراسة أجرتها منظمة أوكسفام ومعهد التعليم الشعبي عام 2002 أن الموارد التعليمية غالبًا ما يكون من الصعب الوصول إليها، طورت أوكسفام برنامجًا للحد من التمييز بين الجنسين في التعليم وتقديم المساعدة للأسر ذات الدخل المنخفض. دعا الباحثون أيضًا إلى مزيد من التمويل لتعليم الكبار بعد اكتشاف بعض أوجه القصور في برامج محو الأمية للطلاب غير التقليديين. في عام 2009 نفذت الحكومة برنامجًا غذائيًا للمجتمعات المحرومة في جميع أنحاء مالي.

### الرموز الوطنية
الرموز الوطنية Animatricesه يننساء محليات وقادة افي لمجتمع كانوا يبذلون جهدًا للحد من التحيز بين الجنسين في التعليم. يتمتع هؤلاء الأفراد عمومًا بخبرة في العمل الاجتماعي ويُعلمون الوالدين أهمية المساواة في التعليم. إضافة إلى أنهم يضمنون حضور الفتيات للفصول بانتظام ويشجعون أي فتيات يتسربن من المدرسة على العودة إلى الدراسة. في دراسة حول Gao، حيث تبرز الرموز الوطنية، وجد الباحثون أن عدد الفتيات اللائي التحقن بالمدارس تضاعف تقريبًا في فترة ثلاث سنوات.

### مساعدات أجنبية

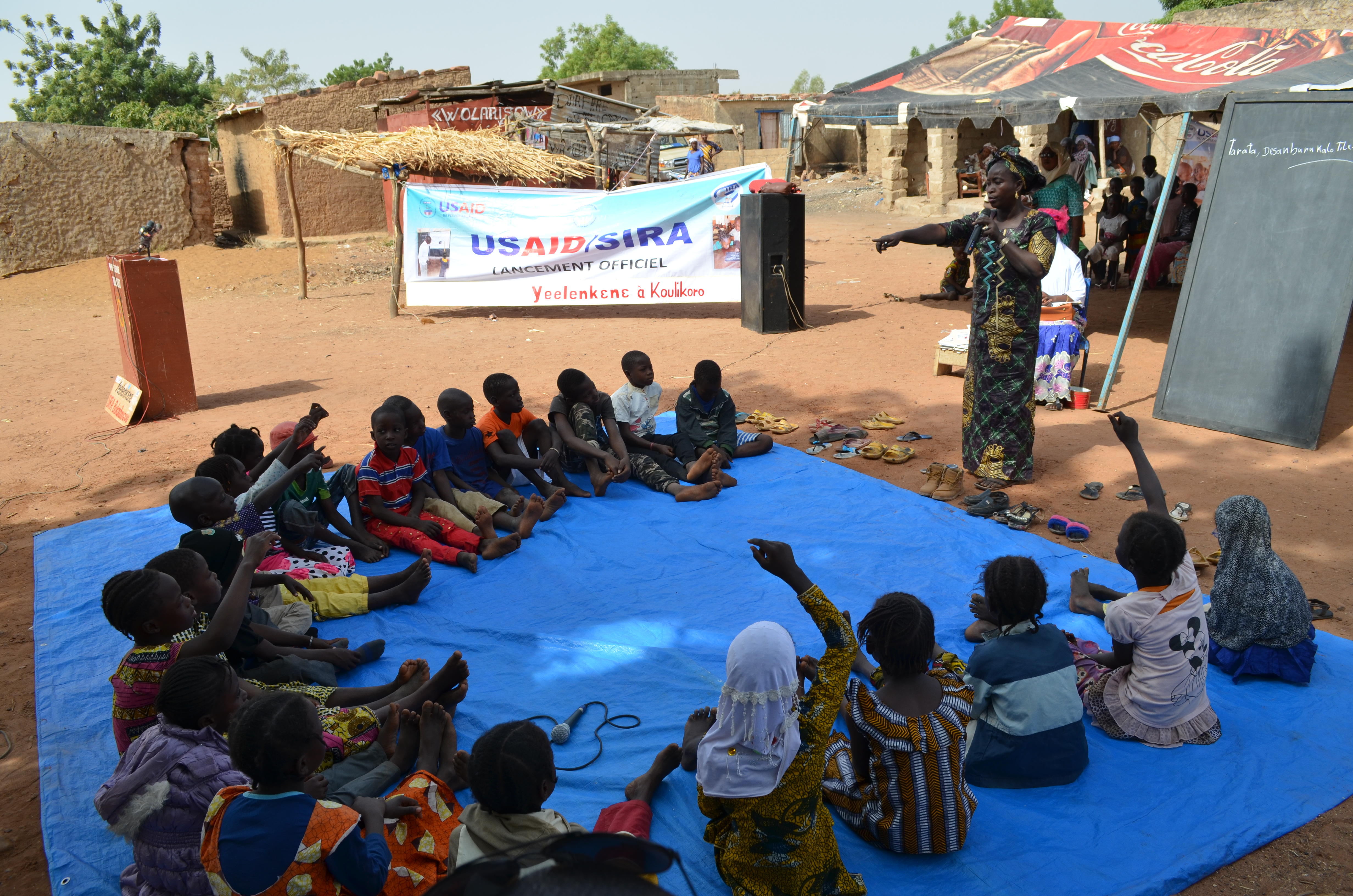
تنفيذ نشاط القراءة المتكامل الانتقائي التابع للوكالة الأمريكية للتنمية الدولية

منذ عام 1987، كانت منظمة Child Aid USA منظمة تعمل على تنفيذ برامج محو الأمية للماليين وتحسين تعليم المجتمع. وكذلك الوكالة الأمريكية للتنمية الدولية وهي منظمة تقدم المساعدة إلى 9 مناطق في مالي لتحسين برامج محو الأمية المبكرة والتعليم المجتمعي. كان أحد البرامج الرئيسية التي طورتها هذه المنظمة هو نشاط القراءة المتكامل الانتقائي الذي ساعد أكثر من 300000 مالي على تعلم كيفية القراءة. قدمت الوكالة الأمريكية للتنمية الدولية في عام 2018 أكثر من 18 مليون دولار أمريكي كمساعدات لمالي. إحدى المنظمات الأخرى التي تتخذ من الولايات المتحدة مقراً لها والتي ساعدت مالي هي وزارة الزراعة الأمريكية التي روجت لبرنامج McGovern-Dole الدولي للأغذية من أجل التعليم وتغذية الطفل في مالي. قدم هذا البرنامج المكون من ثلاثة أجزاء مزيدًا من التدريب للمعلمين مما أدى إلى تحسين قدرات القراءة لدى الطلاب. كذلك فإن فرنسا والبنك الدولي هما مانحان رئيسيان آخران لمالي.

### سياسات خاصة بحالات الإعاقة
أدى كل من برنامج الوصول العادل إلى التعليم، ونشاط دعم التعليم في حالات الطوارئ، ومشروع الأشخاص ذوي الإعاقة إلى تحسين جودة التعليم لذوي الاحتياجات الخاصة من الماليين. فيما يتعلق بتعليم الصم، فإن النسخة الفرنسية من لغة الإشارة الأمريكية، أو ASL، ولغة الإشارة المالية، والتي تُعرف أيضًا باسم LSM، هما الشكلان الرئيسيان للغة الإشارة في مالي. على الرغم من أن LSM تستخدم اللغات المحلية، التي يعرفها الماليون أكثر، إلا أن الولايات المتحدة تدعم مبادرات ASL في مالي من خلال العمل مع Peace Corps. في المقابل، يعد الاتحاد العالمي للصم أحد المنظمات الرئيسية التي تدافع عن LSM. أنشأ برنامج توثيق اللغة المهددة بالانقراض التابع لمشروع Hans Rausing للغة المهددة بالانقراض في عام 2007 مشروع LSM الذي بحث في LSM ونشر النتائج التي توصلوا إليها إلى المكتبة الوطنية في مالي.

### SAFE
من أجل تحسين التعليم الزراعي، قام معهد Sasakawa-Global عام 2000 بإنشاء صندوق Sasakawa Africa للتعليم الإرشادي (SAFE). جرى دمج هذا الصندوق في مالي في عام 2002 ومنح الماليين فرصًا للحصول على دبلوم لمدة عامين أو بكالوريوس العلوم في الإرشاد الزراعي والتنمية الريفية. أحد المكونات الرئيسية لهذا البرنامج هو مشروع المؤسسة الخاضعة للإشراف الذي يوفر فرصًا للدعم والتدريب للطلاب وفرصة للماليين لتطوير فرصهم الزراعية من خلال التعاون مع الموجهين المزارعين والجامعات المحلية. يشتمل هذا البرنامج على مئات الساعات من الدورات الدراسية وحوالي 7 أشهر من البحث. تخرج أكثر من 150 مهنيًا من هذا البرنامج منذ عام 2002 أو عملوا في مشروع، وحصل 50 ماليًا على دبلومات في عام 2007.